# Dirham (vikt)
Dirham eller Dirhem var en viktmått brukat i muslimska länder och i de tidigare Osmanska riket tillhöriga områdena på Balkanhalvön. 
På Balkan och i Turkiet motsvarade 1 dirham = 1/400 oka eller 3,214 gram, i Abessinien 2,59 gram, i Persien 9,201 gram, i Egypten 3,088 gram i Tripolis 3,05 gram. Efter metersystemets införande brukades dirhem som beteckning på viktenheterna gram = euhry dirhem; centigram = achary dirhem och milligram.